# Paul Elvstrøm
Paul Bert Elvstrøm (n. 25 februarie 1928, Copenhaga) este un fost iahtman danez considerat unul dintre cei mai buni navigatori sportivi din toate timpuri. A participat la opt ediții ale Jocurilor Olimpice de la Londra 1948 până în Seul 1988, cucerind patru medalii de aur la rând. A fost de 13 ori campion mondial în opt diferite clase de ambarcațiuni.
S-a apucat de iahting în copilărie. A cucerit prima sa medalie olimpică la vârsta de 20 ani pe clasa de dinghi individual Firefly. După ce clasa Finn a fost introdusă, a câștigat trei medalii de aur succesive la această probă. A fost numai rezervă la Jocurile Olimpice din 1964 de la Londra. A concurat la clasa de keelboat Star din cadrul ediției olimpice din 1968, clasându-se pe locul 4 împreuna cu Poul Mik-Meyer. La vârsta de 60 de ani, a ratat și de puțin o medalie la Los Angeles 1984, unde a participat în clasa de catamaran Tornado alături de fiica sa Trine Elvstrøm-Myralf.
În plus de cariera sa sportivă, a scris mai multe cărți despre navigație și a conceput componente pentru iahtmani, ca de exemplu o vestă de salvare. În anul 1954 a înființat atelierul de fabricare a velelor Elvstrøm Sails.

## Legături externe
1. 1 2  Encyclopædia Universalis
2. 1 2  Paul Elvstrom, Find a Grave, accesat în 9 octombrie 2017
3. 1 2  Paul Elvström, Roglo
4. 1 2  Paul Elvstrom, Encyclopædia Britannica Online, accesat în 9 octombrie 2017
5. 1 2   http://www.sailingscuttlebutt.com/2016/12/07/eight-bells-paul-elvstrom/ Lipsește sau este vid: |title= (ajutor)
6. 1 2 3 4 5 6 7 8 9  Olympedia, accesat în 7 martie 2022
7. ↑  IdRef, accesat în 20 mai 2020
8. 1 2  „Paul Elvström” (în engleză). ISAF Hall of Fame.
9. 1 2  „Paul Elvstrom – Navigatorul care a fost votat sportivul secolului în Danemarca”. Antena 3. 1 iunie 2012.